# Hermann Steinmaßl
Hermann Steinmaßl (* 15. Mai 1948 in Fridolfing) ist ein deutscher Politiker (CSU). Er war von 1998 bis 2002 Mitglied des Bayerischen Landtags und von 2002 bis 2014 Landrat des Landkreises Traunstein.

## Lebenslauf
Steinmaßl wuchs auf einem Bauernhof auf. Er besuchte die Volksschule Fridolfing, die Realschule Freilassing und die Fachhochschule München, die er 1970 als Diplom-Ingenieur abschloss. Von Oktober 1970 bis März 1972 leistete er seinen Wehrdienst bei der Artillerie in Bad Reichenhall. Von 1972 bis 2002 war er in einem Ingenieurbüro sowie selbständig im Tiefbau tätig. Sein Büro gab er auf Grund seines Amtes als Landrat auf.

## Politische Laufbahn
1972 wurde Steinmaßl Mitglied der CSU. Er war von 1975 bis 1983 JU-Kreisvorsitzender. Er war Gemeinderat (1978–2002), Kreisrat (ab 1978), Bezirksrat (1982–1998) und Fraktionsvorsitzender im Kreistag des Landkreises Traunstein. Bei der Landtagswahl 1998 wurde er in den Bayerischen Landtag gewählt. Dort war er unter anderem Mitglied im Ausschuss für Eingaben und Beschwerden, im Ausschuss für Landesentwicklung und Umweltfragen, im Landessportbeirat und in der Enquete-Kommission "Mit neuer Energie in das neue Jahrtausend". Er legte 2002 sein Mandat nach seiner Wahl zum Landrat des Landkreises Traunstein vorzeitig nieder.
Hermann Steinmaßl war von 2002 bis 2014 Landrat des Landkreises Traunstein. Er war Vorsitzender des Regionalen Planungsverband Südostoberbayern und Sprecher der Regionalen Planungsverbände in Bayern. Während seiner Amtszeit war er des Weiteren Präsidiumsmitglied im Bayerischen Landkreistag und Präsident der EuRegio „Salzburg-Berchtesgadener Land – Traunstein“. Steinmaßl war zudem Mitglied in der Vertreterversammlung der Deutschen Ingenieurkammer.
Eine Bewerbung Münchens und des Landkreises für Olympische Winterspiele 2022 scheiterte am 10. November 2013, als bei allen vier durchgeführten Bürgerentscheiden die nötige Mehrheit nicht erreicht wurde. Steinmaßl kommentierte das folgendermaßen: „Zum Ende meiner Amtszeit hätte ich mir natürlich so ein Event für den Landkreis, vor allem auch aus infrastruktureller Sicht, gewünscht!“
Aufgrund der Altersobergrenze für hauptberufliche Landräte von 65 Jahren durfte Steinmaßl 2014 nicht erneut zur Wahl antreten.

## Auszeichnungen
Steinmaßl trägt die Kommunale Verdienstmedaille in Silber. Für seine politischen Verdienste erhielt er 2017 das Bundesverdienstkreuz am Bande. 2018 erhielt er den  ZDI-Preis für besondere Ingenieurleistungen und wurde in den Deutschen Ingenieur-Senat des Zentralverbandes Deutscher Ingenieure berufen.